# جيمس برودهيرست
جيمس برودهيرست (بالإنجليزية: James Broadhurst)‏ هو لاعب اتحاد الرغبي نيوزيلندي، ولد في 1 ديسمبر 1987 في كايتيا ‏ في نيوزيلندا.

## وصلات خارجية
- جيمس برودهيرست عل موقع إسبنسكروم (الإنجليزية)
- جيمس برودهيرست على موقع ItsRugby.co.uk (الإنجليزية)